# Torre de San Antonio
La torre de San Antonio, es una torre árabe del siglo XI situada en el municipio de Olivares, Sevilla, que servía para controlar el camino entre Olivares y Gerena, junto a la SE-527 y a pocos metros del Arroyo de la Torre.
La Torre San Antonio es una muestra de la arquitectura militar almohade, su construcción se produjo probablemente en el siglo XII dC, en las dos primeras plantas se conservan bóvedas de arista y la tercera mantiene saeteras defensivas en todos sus flancos.
En el año 1933, la Junta de Andalucía otorgó un reconocimiento especial a la Torre San Antonio dentro de lo castillos de la Comunidad Autónoma de Andalucía.

## Historia
En 1248 las tropas cristianas de Fernando III el Santo conquistan la torre que pasa a ser propiedad de Alfonso de Molina, Infante de Castilla y León y hermano del rey. La recibe en heredad bajo el nombre de Torre del Alpechín.
En 1261 la propiedad pasa a ser de la Orden de Alcántara para ya en 1277 ser cedida al cabildo de Sevilla por un privilegio rodado otorgado por Alfonso X.

## La torre
Contaba con tres plantas hoy desaparecidas, aunque aún pueden verse los arranques de las bóvedas de ladrillo.
Se observan numerosos mechinales, huecos dejados por las agujas del andamiaje utilizado durante la construcción de la torre. En las dos primeras plantas se conservan los vestigios de sendas bóvedas de arista. La segunda planta mantiene saeteras defensivas en todos sus flancos.
Fue construida enteramente con tapial.

## Presente
Hasta hace unos años la torre tenía un aspecto ruinoso, pero recientemente la Escuela Taller de Olivares llevó a cabo una actuación basada en reformas que mejoro su consolidación.
A pesar de su valor simbólico y la historia que hay detrás de ella, solo se puede ver desde el exterior, al borde de la carretera. No es accesible al ser un lugar de nidificación de especies protegidas, en su interior habitan aves como la carraca, el cernícalo vulgar y la lechuza